# Phumelele Cafu
Phumelele Cafu est un boxeur sud-africain né le 28 septembre 1994 dans la province du Cap-Oriental.

## Carrière
Passé professionnel en 2018, il remporte le titre national des poids mouches en 2022 et super-mouches en 2023 puis devient champion du monde des poids super-mouches WBO le 18 octobre 2024 en battant aux points Kosei Tanaka. Cafu perd son titre dès le combat suivant le 19 juillet 2025 contre Jesse Rodríguez Franco, champion WBC, par arrêt de l’arbitre au 10e round.